# Linux Lite
Linux Lite es una distribución Linux de la familia de Sistemas Operativos GNU/Linux, basada en Ubuntu, orientada al escritorio y desarrollada en Nueva Zelanda por Jerry Bezencon. Se caracteriza por ofrecer una experiencia de escritorio liviana y amigable con el usuario novato, por su facilidad de uso y por el poco consumo de recursos, gracias a su escritorio XFCE, un entorno personalizado, sencillo y ligero.
Esta distribución de Linux, como la mayoría de ellas, es libre y está pensada para ser simple y rápida, adecuada para usuarios nuevos en Linux, quienes desean no solamente poder trabajar en un ambiente amigable, ligero y completamente funcional, sino también poder reutilizar viejas computadoras descartadas por los limitados recursos de la máquina o por los exigentes requerimientos de hardware que actualmente demandan para una PC otros sistemas operativos más recientes como Ubuntu Linux, Linux Mint, Manjaro Linux, Windows 7, Windows 8, Windows 10 u otros.

## Inicio de Linux Lite
Con la llegada de la Interfaz Unity a Ubuntu Linux, los usuarios novatos de GNU/Linux, en aquella época (2011), ven disminuidas las posibilidades de migrar a un Sistema Operativo diferente a Windows debido a los altos requisitos  del entorno de escritorio de Ubuntu (Unity). No obstante, los usuarios de Windows XP tenían más cerca el fin del soporte técnico, programado para abril de 2014, con lo cual dejarían de recibir actualizaciones de seguridad muchas computadoras quedarían desprotegidas. Aunque Linux Mint, también derivada de Ubuntu, ya gozaba de muy buena reputación por ser amigable con el usuario, la primera (Linux Mint) era demasiado robusta para máquinas con escasos recursos. Fue entonces cuando el equipo de desarrollo de Linux Lite entendió que debían aprovechar ese vacío para acaparar ese nicho de usuarios y proponerles extender la vida útil de sus viejas máquinas con un nuevo aire durante algunos años más, con una distribución GNU/Linux basada en Ubuntu pero versátil y parecida a Windows.

## El Objetivo de Linux Lite
El propósito de Linux Lite es ir introduciendo, poco a poco, a los usuarios de Windows en Linux,  procurando que este Sistema Operativo se pueda usar tanto en ordenadores antiguos como en computadoras modernas.
A primera vista Linux Lite se asimila un poco en su apariencia a Linux Mint Xfce, siendo menos robusta y más sencilla, con una interfaz gráfica que recuerda mucho a Windows XP.  Orientada a usuarios que vienen precisamente de Windows XP, aunque con este mismo propósito también existen otras distribuciones como Q4OS basada directamente en Debian, o Zorin OS y Chalet OS, basadas en Ubuntu, las cuales clonan el aspecto de Windows.

## Eslogan y Características
El eslogan publicitario de Linux Lite es “Simple, rápido, libre” (“Simple, fast, free”).
Linux Lite actualmente está disponible solamente en versión de 64 bits desde de la actualización 4.0, a partir de la cual su equipo de desarrollo abandonó el soporte para los 32 bits, clausurando de cierto modo el soporte para algunas computadoras antiguas.

Idioma español. El cambio de su interfaz al idioma español no resulta tan efectivo como en otras distribuciones ya que, al efectuar este ajuste, a muchos componentes les sigue faltando su traducción, como sucede con la pantalla de bienvenida, la cual se aprecia en Inglés. En este sentido aún se requieren mejoras.
En la versión 5.4 escogieron el modelo de "paga lo que tu puedas" para poder agenciarse de fondos y así pudiendo ayudarlos si está en nuestras posibilidades, aunque siguen afirmando que la distribución será siempre gratis.

## Repositorios
Linux Lite incluye sus propios repositorios en el Gestor de Software, lo que facilita el mantenimiento y la actualización de paquetes propios como Lite User Manager, Lite Manual, Lite Fix y Lite Software que es un script que permite añadir o remover software adicional. También incluye muchos programas entre los que se encuentran algunos tan populares como: Skype, Dropbox, el plugin de Java, VirtualBox, PlayOnLinux, codecs multimedia, Chrome, Steam entre otros.

## Software incluido (Linux Lite 6.X)
Su interfaz predeterminada es XFCE.
- Ofimática:
  - Suite de oficina: LibreOffice
- Internet:
  - Navegador web: Chrome
  - Cliente de correo: Thunderbird
- Gráficos:
  - GNU Paint
- Multimedia:
  - VLC media player

## Lanzamientos

### Lanzamientos más significativos
| Versión | Nombre en clave | Fecha de lanzamiento    | Fecha de fin de soporte |
| ------- | --------------- | ----------------------- | ----------------------- |
| 1.0     | Amethyst        | 6 de octubre de 2012    | Desconocido             |
| 1.0.6   | Amethyst        | 24 de junio de 2013     | Desconocido             |
| 2.0     | Beryl           | 1 de junio de 2014      | abril de 2019           |
| 2.2     | Beryl           | 2 de diciembre de 2014  | abril de 2019           |
| 2.4     | Beryl           | 31 de marzo de 2015     | abril de 2019           |
| 2.6     | Beryl           | 1 de septiembre de 2015 | abril de 2019           |
| 2.8     | Beryl           | 31 de enero de 2016     | abril de 2019           |
| 3.0     | Citrine         | 31 de mayo de 2016      | abril de 2021           |
| 3.2     | Citrine         | 1 de noviembre de 2016  | abril de 2021           |
| 3.4     | Citrine         | 31 de marzo de 2017     | abril de 2021           |
| 3.8     | Citrine         | 1 de febrero de 2018    | abril de 2021           |
| 4.0     | Diamond         | 31 de mayo de 2018      | abril de 2023           |
| 4.2     | Diamond         | 31 de octubre de 2018   | abril de 2023           |
| 4.6     | Diamond         | 31 de agosto de 2019    | abril de 2023           |
| 4.8     | Diamond         | 13 de enero de 2020     | abril de 2023           |
| 5.0     | Emerald         | 31 de mayo de 2020      | abril de 2025           |
| 5.2     | Emerald         | 31 de octubre de 2020   | abril de 2025           |
| 5.4     | Emerald         | 1 de abril de 2021      | abril de 2025           |
| 5.6     | Emerald         | 31 de agosto de 2021    | abril de 2025           |
| 5.8     | Emerald         | 31 de enero de 2022     | abril de 2025           |
| 6.0     | Fluorite        | 31 de mayo de 2022      | abril de 2027           |
| 6.2     | Fluorite        | 31 de octubre de 2022   | abril de 2027           |
| 6.4     | Fluorite        | 31 de marzo de 2023     | abril de 2027           |
| 6.6     | Fluorite        | 4 de septiembre de 2023 | abril de 2027           |
| 7.0     | Galena          | 31 de mayo de 2024      | junio de 2029           |

| Color    | Significado                   | Significado                   |
| -------- | ----------------------------- | ----------------------------- |
| Rojo     | Versión antigua; sin soporte  | Versión antigua; sin soporte  |
| Amarillo | Versión antigua; con soporte. | Versión antigua; con soporte. |
| Verde    | Versión actual; con soporte.  | Versión actual; con soporte.  |
| Azul     | Versión futura en desarrollo. | Versión futura en desarrollo. |

## Requerimientos de Hardware
A partir de la versión 4.0, se eliminó el soporte para 32 bits, quedando disponible únicamente para sistemas de 64bits y elevando ligeramente los requisitos mínimos de hardware

Requerimientos Mínimos para Linux Lite de 64 bits

Procesador: 1 Ghz o superior

Memoria RAM: 768 MB o más;

Disco Duro: 8GB o más;

Resolución VGA: 1024X768;

Medios: Unidad de DVD o Puerto USB para correr la imagen  ISO.
Requerimientos recomendados

Procesador: 1.5 Ghz o superior

Memoria RAM: 1 GB o más;

Disco Duro: 20GB HDD/SSD o más;

Resolución VGA: 1366X768;

Medios: Unidad de DVD o Puerto USB para correr la imagen  ISO.